# Alquería de Aznar
La Alquería de Aznar (en valenciano y oficialmente, l'Alqueria d'Asnar), antiguamente conocida por Ràfol Blanc, es un municipio de la Comunidad Valenciana, España, situado en el norte de la provincia de Alicante, en la comarca del Condado de Cocentaina. Es el municipio más pequeño de la provincia de Alicante, con una superficie de 1,08 km². Cuenta con 522 habitantes (INE 2015).

## Geografía
Ubicado sobre la margen derecha del río Serpis, en plena plana de Muro. Para acceder a Alquería hay que tomar un desvío de la N-340.

### Localidades limítrofes
Su término municipal limita con los de Cocentaina y Muro de Alcoy.

## Historia
De origen musulmán. El lugar perteneció a la familia Ferris en el siglo XVI, por lo cual aparece en la documentación existente con el nombre de Alquería de Ferris. La población en el año 1609 estaba integrada por 14 familias de moriscos, unos 63 habitantes.

## Geografía humana

### Demografía
Cuenta con una población de 519 habitantes (INE 2024).
| Gráfica de evolución demográfica de Alquería de Aznar entre 1842 y 2021 |
| |
| Población de derecho según los censos de población del INE Población de hecho según los censos de población del INEEn estos censos se denominaba Alquería de Aznar: 1842, 1857, 1860, 1877, 1887, 1897, 1900, 1910, 1920, 1930, 1940, 1950, 1960, 1970, 1981 y 1991 |

## Administración y política
| Elecciones municipales del 28 de mayo de 2023 |         |                            |         |       |            |            |
| Partido                                       | Partido | Candidato                  | Votos   | Votos | Concejales | Concejales |
| Partido Socialista del País Valenciano-PSOE   |         | Andreu Ripoll I Grau       | 48,15 % | 3     | -2         |            |
| Acord per guanyar-COMPROMIS                   |         | César Palmer Ais           | 25,21 % | 2     | +2         |            |
| Partido Popular                               |         | Juan Vicente Cortes Ferrer | 25,77 % | 2     | =          |            |
| Fuente: Ministerio del Interior (España).     |         |                            |         |       |            |            |

| Periodo   | Nombre                | Partido   |
| --------- | --------------------- | --------- |
| 1979-1983 | Jaume Pascual Pascual | PSPV-PSOE |
| 1983-1987 | Jaume Pascual Pascual | PSPV-PSOE |
| 1987-1991 | Jaume Pascual Pascual | PSPV-PSOE |
| 1991-1995 | Jaume Pascual Pascual | PSPV-PSOE |
| 1995-1999 | Jaume Pascual Pascual | PSPV-PSOE |
| 1999-2003 | Jaume Pascual Pascual | PSPV-PSOE |
| 2003-2007 | Jaume Pascual Pascual | PSPV-PSOE |
| 2007-2011 | Jaume Pascual Pascual | PSPV-PSOE |
| 2011-2015 | Jaume Pascual Pascual | PSPV-PSOE |
| 2015-2019 | Jaume Pascual Pascual | PSPV-PSOE |
| 2019-2023 | Jaume Pascual Pascual | PSPV-PSOE |
| 2023-act. | César Palmer Ais      | COMPROMIS |

## Fiestas locales
- Fiestas patronales. Se celebran durante la última semana de septiembre en honor de san Miguel.